# 1753 en musique classique
| \| • Retour à la chronologie générale de la musique classique • \| |
| Grèce • Rome • Haut Moyen Âge • VIIIe siècle • IXe siècle • Xe siècle • XIe siècle XIIe siècle • XIIIe siècle • XIVe siècle • XVe siècle • XVIe siècle • XVIIe siècle XVIIIe siècle • XIXe siècle • XXe siècle • XXIe siècle |
| • Retour à la chronologie générale de la musique classique • |

| Années en musique classique : 1750 - 1751 - 1752 - 1753 - 1754 - 1755 - 1756    |
| Décennies en musique classique : 1720 - 1730 - 1740 - 1750 - 1760 - 1770 - 1780 |

## Événements
- 29 octobre : création à Fontainebleau de Daphnis et Églé, pastorale héroïque de Jean-Philippe Rameau sur un livret de Charles Collé.
- 13 novembre : Les Sybarites, acte de ballet de Jean-Philippe Rameau.
- Jean-Jacques Rousseau publie sa Lettre sur la musique française.

Date indéterminée
- Essai sur la véritable manière de jouer des instruments à clavier (2 volumes, 1753, 1762) de Carl Philipp Emanuel Bach.
- Les Troqueurs, opéra-comique d'Antoine Dauvergne.
- Titon et l'Aurore, opéra de Mondonville.

## Naissances

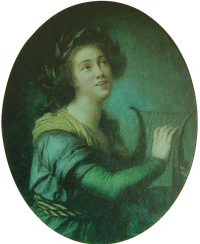
Luiza Rosa Todi

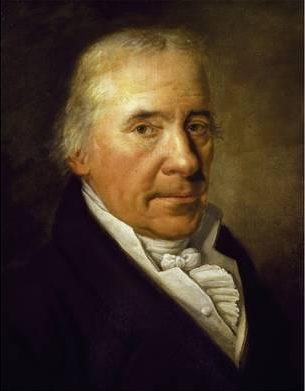
Johann Baptist Schenk

- 9 janvier : Luiza Rosa Todi, mezzo-soprano portugaise († 1er octobre 1833).
- 1er février : Franz Paul Grua, compositeur et violoniste allemand d'origine italienne  († 5 juillet 1833).
- 2 mars : Johann Samuel Schroeter, pianiste et compositeur allemand († 2 novembre 1788).
- 11 mars : Pierre-François Levasseur, violoncelliste français († 2 décembre 1815).
- 8 juin : Nicolas Dalayrac, compositeur français († 27 novembre 1809).
- 28 juin : Anton Stadler, clarinettiste autrichien († 15 juin 1812).
- 29 septembre : Johann Gottfried Schicht, compositeur et chef d'orchestre allemand († 16 février 1823).
- 14 octobre : Franz Anton Dimmler, compositeur et corniste allemand  († 7 février 1827).
- 6 novembre : Jean-Baptiste Bréval, violoncelliste et compositeur français († 18 mars 1823).
- 19 novembre : Stanislas Champein, homme politique et compositeur français († 19 septembre 1830).
- 22 novembre : Jean Arnold Antoine Tuerlinckx, facteur belge d'instruments de musique († 19 décembre 1827).
- 30 novembre : Johann Baptist Schenk, compositeur autrichien († 29 décembre 1836).

Date indéterminée
- Benoît Pollet, harpiste et compositeur français († 16 avril 1823).
- Giovanni Maria Rubinelli, castrat italien († 1829).

## Décès

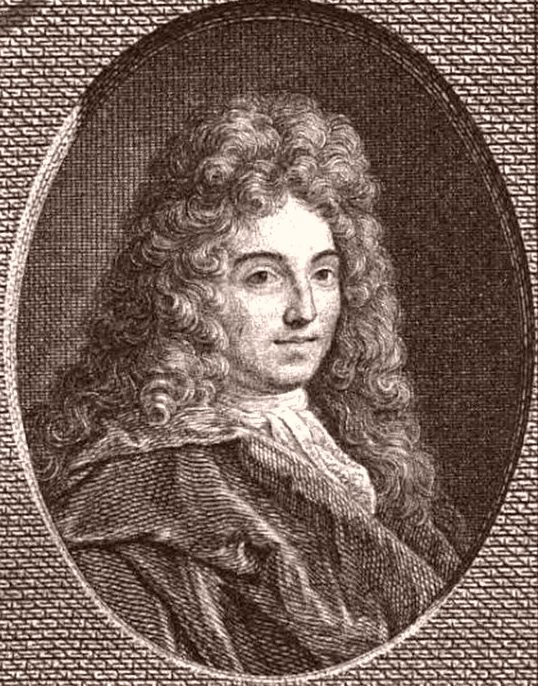
François-Antoine Jolly

- 16 février : Giacomo Facco, compositeur et violoniste italien (° 1676).
- 19 mai : Jacques Aubert, compositeur et violoniste français (° 30 septembre 1689).
- 30 juillet : François-Antoine Jolly, dramaturge et librettiste français (° 25 décembre 1662).
- 4 août : Johann Gottfried Silbermann, facteur d'orgue allemand (° 14 janvier 1683).
- 28 août : Francesco Paolo Supriani, violoncelliste et compositeur italien (° 11 juillet 1678).
- 4 novembre : Johann Nikolaus Bach, compositeur et organiste allemand (° 10 octobre 1669).
- 16 novembre : Nicolas Racot de Grandval, compositeur, claveciniste et auteur dramatique français (° 1676).

Date indéterminée
- Domenico Auletta, compositeur et organiste italien (° 1723).
- Giuseppe Valentini, violoniste, peintre, poète et compositeur italien (° 14 décembre 1681).

Après 1753
- Bartolomeo Vitturi, librettiste italien d'opéras (° vers 1710).